# William Sublette
William Lewis Sublette, conosciuto anche come Bill e chiamato Cut Face dagli indiani per una cicatrice sul mento (Stanford, 21 settembre 1798 – Saint Louis, 23 luglio 1845), è stato un esploratore statunitense, oltre che commerciante di pellicce, uomo di frontiera, mountain man e trapper.
Insieme ai suoi quattro fratelli è stato prima un agente della Rocky Mountain Fur Company e, in seguito, uno dei comproprietari di quella compagnia. Da esploratore ha contribuito ad aprire o a migliorare alcuni percorsi seguiti dai migranti che si spostavano lungo l'Oregon Trail.

## Biografia
Primogenito di Phillip A. Sublette e Isabella Whitley, William Sublette nacque a Stanford, nella contea di Lincoln, nel Kentucky. Nel 1817 la famiglia si trasferì a Saint Charles, nell’allora Territorio del Missouri, dove il padre lavorò prima con un traghetto che operava sul fiume Missouri e poi si occupò della gestione di una taverna. Dopo il 1822, avendo perso entrambi i genitori, William si prese cura delle tre sorelle e dei quattro fratelli (Milton, Pinckney, Andrew e Solomon) questi ultimi destinati come lui a diventare importanti mercanti nel fiorente settore del commercio delle pellicce.
Saint Charles era una città vivace e operosa situata lungo il corso del Missouri, posizione che favoriva un flusso continuo di cacciatori e di commercianti di pellicce verso il territorio indiano. Attratto dalla vita avventurosa dei trapper, il giovane William decise che quella sarebbe stata anche la sua attività futura.

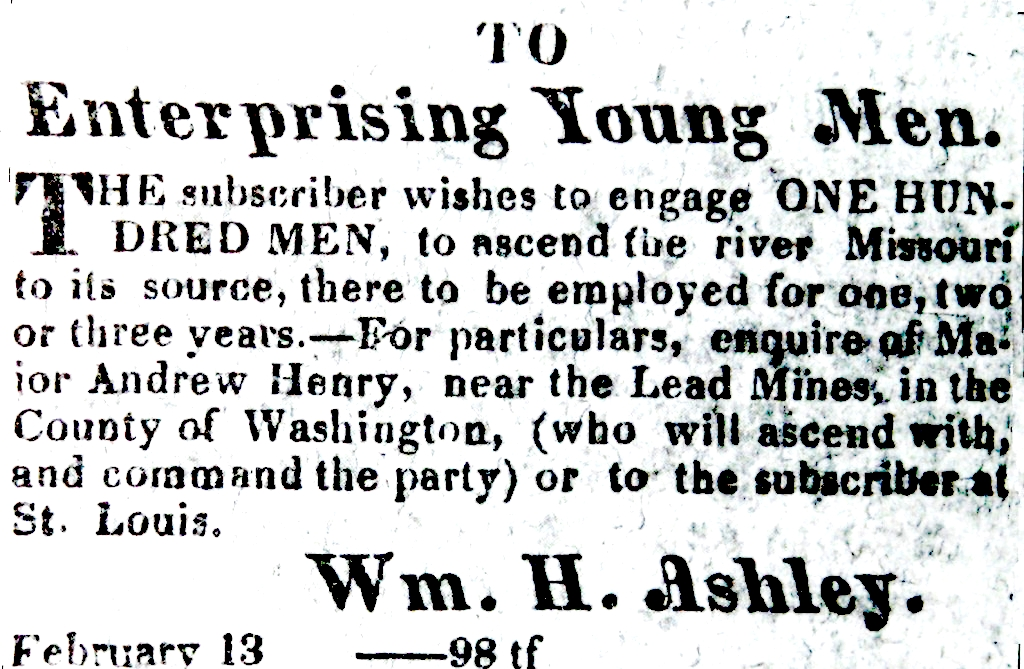
L'annuncio di Ashley pubblicato sulla Missouri Gazette di Saint Louis.

L’occasione si presentò il 13 febbraio 1822 quando William si propose rispondendo a un annuncio che il generale William Henry Ashley, vicegovernatore del Missouri, aveva pubblicato sulla Missouri Gazette and Public Adviser e su altri giornali di Saint Louis, città che all'epoca era il centro più importante per il commercio delle pellicce sul Mississippi. Con quell'avviso, Ashley chiedeva a "100 uomini intraprendenti" di presentarsi per "risalire il fiume Missouri alla sua sorgente, dove verranno impiegati per uno, due o tre anni". Sublette venne scelto ed entrò così a far parte del nutrito gruppo di trapper chiamato "Ashley's Hundred" (I cento di Ashley), gruppo che includeva famosi mountain men come Jedediah Smith, James Beckwourth, Hugh Glass, James Bridger, e Thomas Fitzpatrick.
Per quella spedizione nell’upper Missouri e nel territorio dello Yellowstone, Ashley stabilì nuove regole che innovarono trasformando in modo radicale il commercio delle pellicce. Invece di acquistare o scambiare le pelli con gli indiani, i suoi uomini ebbero il compito di sistemare le trappole, catturare gli animali per poi ricevere il compenso in base alle pellicce che riuscivano a procacciarsi. Egli, inoltre, introdusse il sistema del rendezvous con il primo raduno che si svolse nel luglio del 1825 a Henry's Fork del Green River, una località a nord di McKinnon (Wyoming).
Gli uomini della spedizione vissero momenti difficili agli inizi di giugno quando subirono un attacco degli Arikara che uccisero tredici cacciatori e ne ferirono undici oltre ad impadronirsi di molte provviste. Sublette ebbe un ruolo di primo piano nello scontro con gli Arikara così come nella successiva operazione militare guidata dal colonnello Henry Leavenworth per punire gli indiani e recuperare parte del materiale sottratto.
Durante il secondo rendezvous, nell’estate del 1826, Ashley vendette i suoi interessi nella compagnia a Jedediah Smith, David Jackson e William Sublette. Nel 1830 la compagnia venne poi ceduta a Bridger, Milton Sublette, Fitzpatrick e altri due soci e fu allora che all'impresa fu dato il nome con cui è più comunemente conosciuta: Rocky Mountain Fur Company. In quello stesso anno Sublette guidò la prima carovana di carri attraverso il South Pass sulle Montagne Rocciose.
Negli anni successivi William Sublette continuò a lavorare come trapper in montagna fino al rendezvous del 1832 quando, in uno scontro con i Gros Ventres, fu seriamente ferito nella battaglia di Pierre's Hole e si salvò grazie all'intervento dell'amico trapper Robert Campbell. Come conseguenza di quello scontro, Sublette decise di abbandonare la difficile e pericolosa vita di cacciatore di animali e, nel dicembre di quello stesso anno, formò una partnership con Campbell per il commercio delle pellicce. La compagnia fu chiamata Sublette & Campbell ed entrò subito in competizione con l'American Fur Company di John Jacob Astor che all'epoca godeva di un potere economico dominante in quel settore.

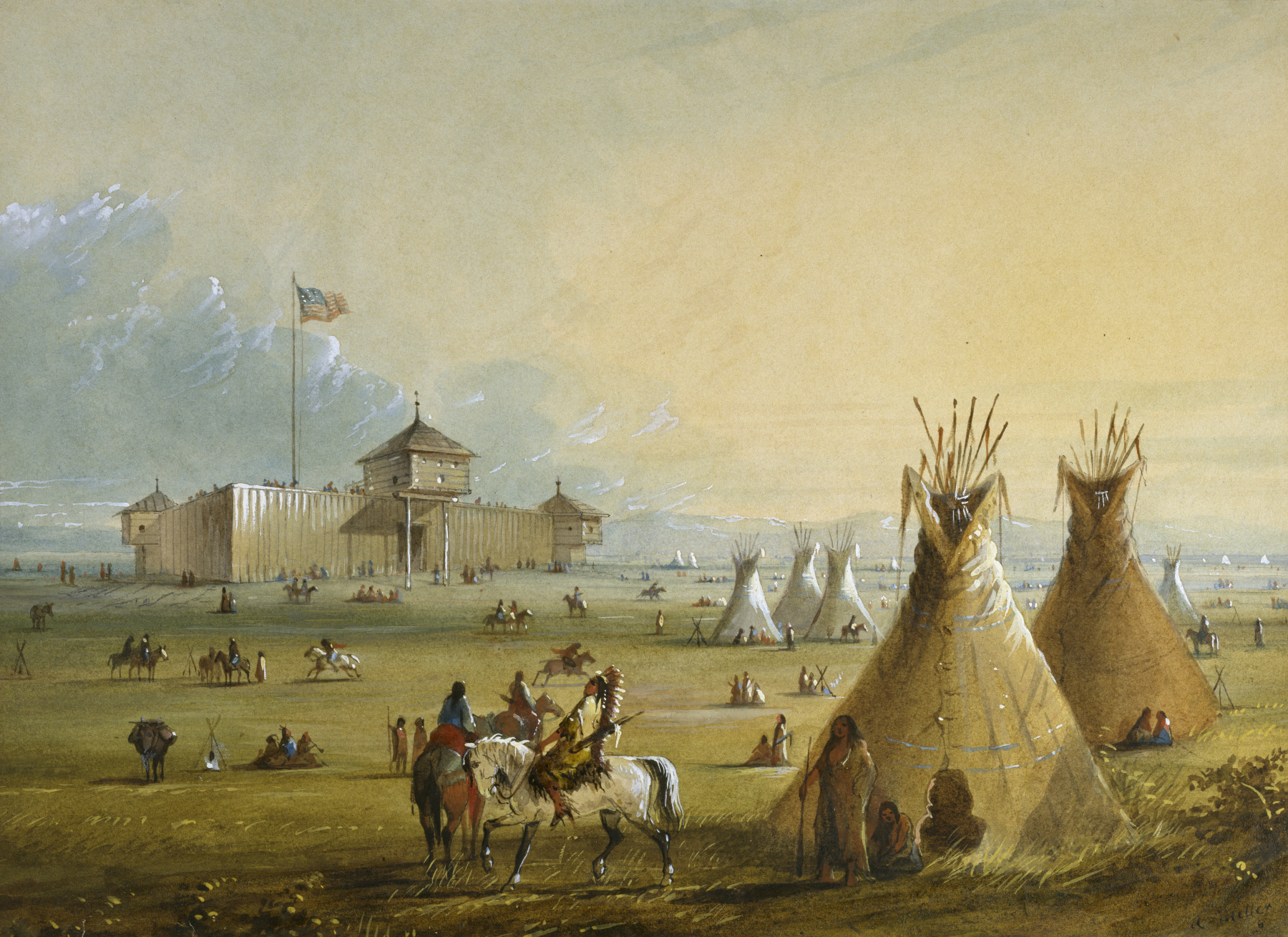
Fort Laramie come appariva prima del 1840, dipinto di Alfred Jacob Miller

Nel maggio del 1834, per ampliare la propria attività, Sublette e Campbell costruirono Fort William, una stazione commerciale fortificata che doveva servire da luogo di scambio per i commercianti di pellicce. Il forte si trovava in posizione strategica, sull'Oregon Trail che allora era l'unica pista percorribile per i carri dei migranti diretti verso il South Pass. Nel 1836 il forte fu venduto all'American Fur Company, che lo ribattezzò Fort John, per poi assumere il nome definitivo di Fort Laramie quando fu acquistato dall'esercito degli Stati Uniti che ne fece un avamposto militare.
Lasciata la vita errabonda sulle montagne per problemi di salute, Sublette si ritirò a Saint Louis dove, per alcuni anni, si occupò di affari e politica. Nel marzo del 1844 sposò Frances Hereford, ma poiché ci fu un peggioramento nel suo stato di salute a causa della tubercolosi, a metà luglio del 1845 lasciò Saint Louis insieme alla moglie per andare sulla costa orientale sperando che un clima più mite potesse favorire il recupero di condizioni fisiche migliori. Era appena arrivato a Pittsburgh (Pennsylvania), quando il 23 luglio William Sublette morì in una stanza di albergo lontano dalle sue amate montagne. Le sue spoglie inizialmente furono portate a Saint Louis e sepolte nel terreno privato della sua fattoria per poi essere traslate nel cimitero di Bellefontaine nella periferia nord della città.